# Hohwald (Sachsen)

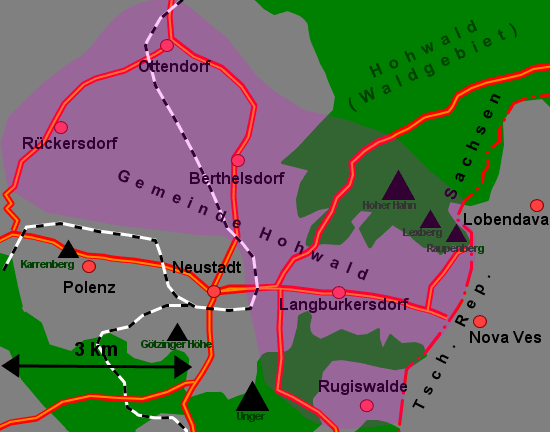
Gemeinde Hohwald: Geographie und Gemeindegliederung

Hohwald war eine kreisangehörige Gemeinde etwa 35 km südöstlich von Dresden unmittelbar an der tschechischen Grenze. Sie bestand von 1994 bis 2007 und war nach dem Waldgebiet Hohwald benannt.

## Geschichte
Die Gemeinde Hohwald entstand am 1. Januar 1994 durch den Zusammenschluss der Gemeinden Berthelsdorf, Rückersdorf und Langburkersdorf. Ortsteile waren Berthelsdorf, Langburkersdorf, Niederottendorf, Oberottendorf, Rückersdorf und Rugiswalde.

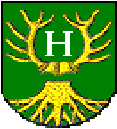
Hohwalder Wappen

In der Gemeinde lebten rund 5000 Einwohner auf einer Fläche von 58,9 km², die zwischen 318 und 585 m ü. NN liegt.
In einem Bürgerentscheid vom 13. Mai 2007 entschieden sich die Einwohner für einen Zusammenschluss mit der Stadt Neustadt  in Sachsen, der am 1. August 2007 vollzogen wurde.

## Verkehr
Das Gebiet der Gemeinde Hohwald lag an der Bahnstrecke Bautzen–Bad Schandau.